# Liste der kanadischen Botschafter in Brasilien
Die kanadische Botschaft befindet sich an der Avenida das Nações, Quadra 803, Lote 16 in Brasília.
| Ernannt       | Akkreditiert  | Name                                 | Bemerkungen | ernannt während der Regierung von | akkreditiert während der Regierung von | Posten verlassen |
| ------------- | ------------- | ------------------------------------ | --- | --------------------------------- | -------------------------------------- | ---------------- |
| 24. Juni 1941 | 30. Sep. 1941 | Jean Désy                            | außerordentlicher Gesandter und Ministre plénipotentiaire | William Lyon Mackenzie King       | Getúlio Vargas                         | 18. Jan. 1944    |
| 9. Dez. 1943  | 18. Jan. 1944 | Jean Désy                            | Botschafter | William Lyon Mackenzie King       | Getúlio Vargas                         | 11. Sep. 1947    |
| 12. Sep. 1947 |               | Evan Benjamin Rogers                 | Geschäftsträger (* 1911) trat 1938 in den auswärtigen Dienst, wurde in Canberra, Washington, D.C., Prag und London beschäftigt, war Botschafter in Lima, Ankara, Madrid, Rabat und Rom. | William Lyon Mackenzie King       | Eurico Gaspar Dutra                    | 3. Juni 1948     |
| 4. Mai 1948   | 3. Juni 1948  | James Scott Macdonald                | (* 29. März 1896 in Goldenville, Nova Scotia) studierte in Sherbrooke, Nova Scotia; Queen’s University (Kingston), trat im Januar 1928 in den auswärtigen Dienst, 22. März 1951 – 25. Februar 1957: Botschafter in Belgrad.                                                                                       | Louis Saint                       | Eurico Gaspar Dutra                    | Juli 1951        |
| 9. Okt. 1951  | 4. Dez. 1951  | Ephraim Herbert Coleman              | (* 1890; † 5. Dezember 1961) Mitglied der Canadian Expeditionary Force gegen die Rote Armee, 1933–1949 Staatssekretär im kanadischen Außenministerium. | Louis Saint                       | Getúlio Vargas                         |                  |
| 6. Juli 1953  | 27. Okt. 1953 | Sydney David Pierce                  | | Louis Saint                       | Getúlio Vargas                         | 22. März 1956    |
| 26. Mai 1956  |               | Fulgence Charpentier                 | Geschäftsträger | Louis Saint                       | Juscelino Kubitschek                   | 18. Feb. 1957    |
| 10. Jan. 1957 | 18. Feb. 1957 | William Arthur Irwin                 | | John Diefenbaker                  | Juscelino Kubitschek                   |                  |
| 6. Aug. 1959  | 26. Sep. 1959 | Joseph Marc Antoine Jean Chapdelaine | | John Diefenbaker                  | Juscelino Kubitschek                   | 26. Okt. 1963    |
| 24. Okt. 1963 | 24. Feb. 1964 | Paul André Beaulieu                  | Januar 1958–1963 Botschafter in Beirut | Lester Pearson                    | João Goulart                           | 8. Juni 1967     |
| 2. Aug. 1967  | 2. Okt. 1967  | Joseph Charles Léonard Yvon Beaulne  | | Lester Pearson                    | Artur da Costa e Silva                 | 25. Feb. 1969    |
| 28. Feb. 1969 |               | Clive Edward Glover                  | Geschäftsträger 1974 Berater bei der Hohen Kommission in London, um Hoher Kommissar für Neuseeland, Tonga und Westsamoa zu werden | Pierre Trudeau                    | Emílio Garrastazu                      | 12. Nov. 1969    |
| 15. Juli 1969 | 12. Nov. 1969 | Christian Hardy                      | (* 7. Mai 19232) trat 1947 in den auswärtigen Dienst, 1951–1954: Vice-Consul in Chicago, 1954–1957: Rio de Janeiro, 1st Secy, and then 1960–1963: Gesandtschaftsrat in Paris; 1963–1967 Leiter der Personalabteilung in Ottawa, 1967: Botschafter Sitz Beirut, in Damaskus und Amaan 1971: Botschafter in Algier. | Pierre Trudeau                    | Emílio Garrastazu                      | 25. Juli 1971    |
| 25. Juli 1971 | 30. Aug. 1971 | Barry Steers                         | | Pierre Trudeau                    | Emílio Garrastazu                      | 2. Okt. 1976     |
| 20. Juli 1976 | 6. Dez. 1976  | James Howard Stone                   | | Pierre Trudeau                    | Ernesto Geisel                         | 5. Juli 1979     |
| 4. Apr. 1979  | 18. Sep. 1979 | Ronald Stuart MacLean                | Hoher Kommissar für Swasiland | Joe Clark                         | João Baptista de Oliveira Figueiredo   | 21. Juli 1983    |
| 13. Okt. 1983 |               | Anthony Tudor Eyton                  | 1988 – 25. April 1989: Hochkommissar auf Bermuda |                                   | João Baptista de Oliveira Figueiredo   |                  |
| 26. März 1987 | 9. Mai 1987   | John Peter Bell                      | (* 1939 geboren in Montreal) Botschafter für die Elfenbeinküste mit gleichzeitiger Akkreditierung in Obervolta, Mali und Niger. | Brian Mulroney                    | José Sarney                            | 24. Sep. 1990    |
| 1990          | 6. Nov. 1990  | William L. Clarke                    | 1995–1999: Botschafter in Talin | Brian Mulroney                    | Fernando Collor de Mello               | 16. Juli 1992    |
| 27. Aug. 1992 | 28. Sep. 1992 | William A. Dymond                    | | Brian Mulroney                    | Itamar Franco                          |                  |
| 18. Aug. 1995 |               | Nancy M. Stiles                      | | Jean Chrétien                     | Fernando Henrique Cardoso              | 30. Juli 1998    |
| 15. Juli 1998 |               | Richard Kohler                       | 15. Juli 2003 Hochkommissar Canberra | Jean Chrétien                     | Fernando Henrique Cardoso              |                  |
| 26. Juni 2000 | 19. Okt. 2000 | Jean-Pierre Juneau                   | 2005: Vertreter beim Nordatlantikrat | Jean Chrétien                     | Fernando Henrique Cardoso              | Aug. 2003        |
| 15. Juli 2003 |               | Suzanne Laporte                      | [ 4 ] | Paul Martin                       | Luiz Inácio Lula da Silva              |                  |
| 2. Aug. 2005  |               | Guillermo Rishchynski                | 2013 Botschafter in Bogota | Paul Martin                       | Luiz Inácio Lula da Silva              |                  |
| 31. Juli 2007 |               | Paul Hunt                            | [ 5 ] | Stephen Harper                    | Luiz Inácio Lula da Silva              | 5. Sep. 2010     |
| 10. Aug. 2010 |               | Jamal Khokhar                        | [ 6 ] | Stephen Harper                    | Luiz Inácio Lula da Silva              |                  |
| 22. Jan. 2015 |               | Riccardo Savone                      | | Stephen Harper                    | Dilma Rousseff                         |                  |
| Aug. 2019     |               | Jennifer May                         | [ 7 ] | Justin Trudeau                    | Jair Bolsonaro                         |                  |